# Telneașka

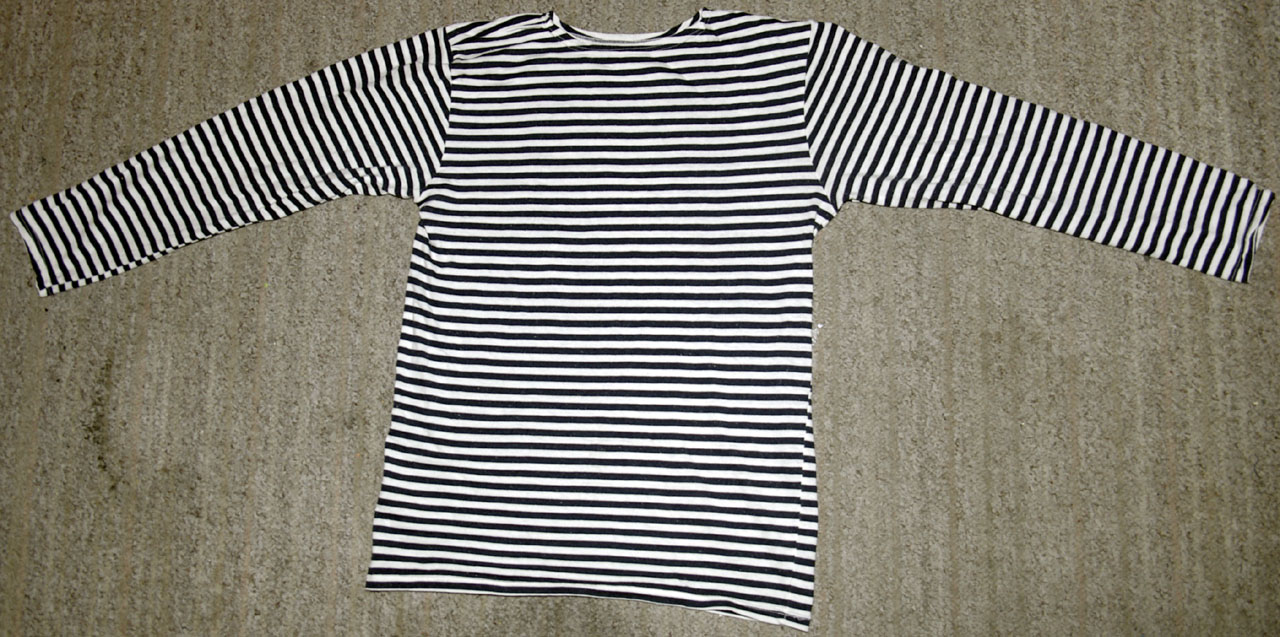
Telneașkă în dungi alb-negre a infanterie navale ruse și sovietice

Telneașka (în rusă тельняшка) este un maiou tradițional rusesc, în dungi orizontale bicolore, de obicei alb-albastre sau alb-negre. Aceasta este o uniformă emblematică a Marinei Rusești și a Forțele aeropurtate Rusești (VDV). Anterior a fost purtată și de marina sovietică.